# Un meci neobișnuit
Un meci neobișnuit (în rusă Первый парень, transliterat: Pervîi paren) este un film dramatic sovietic din 1958, regizat de Serghei Paradjanov.

## Distribuție
- Grigori Karpov — Efim Iușka[1]
- Liudmila Sosiura — Odarka Kucereavaia[1]
- Iuri Satarov — Danila Kojemeaka[1]
- Valeria Kovalenko — Katrea[1]
- Andrei Andrienko-Zemskov — Kirill Pavlovici Jurba[1]
- Nikolai Șutko — Sidor Sidorovici Kvaci, gestionarul magazinului[1]
- Tamara Alekseeva — Sidor Sidorovici Kvaci, gestionarul magazinului[1]
- Liudmila Orlova — Iavdoșka[1]
- Mihail Kramar — Panas[1]
- Iaroslav Sasko — Makar[1]
- Nikolai Iakovcenko — moș Tereșka, paznicul sovhozului[1]
- Iuri Țupko — portarul echipei „Zarea”[1]
- Varvara Ceaika — mama Odarkăi[1]
- Ivan Matveev — moș Karpo[1]
- Anatoli Grinevici — fotograful (nemenționat)[1]
- Tatiana Galuh — Sonea (nemenționată)[1]

## Producție
Producția filmului a fost coordonată de directorul Oleksii Iarmolskîi.

## Lansare
A fost lansat în anul 1959 și a avut parte de mare succes comercial, fiind vizionat de 21,7 milioane de spectatori în cinematografele din Uniunea Sovietică.
O vizionare a acestui film a avut loc, de asemenea, în stagiunea 1990–1991 a Cinematecii Române.